# Dicathais
Dicathais là một chi ốc biển, là động vật thân mềm chân bụng sống ở biển thuộc họ Muricidae, họ ốc gai.

## Các loài
Các loài thuộc chi Dicathais bao gồm:
- Dicathais orbita (Gmelin, 1791)[2]

## Hình ảnh

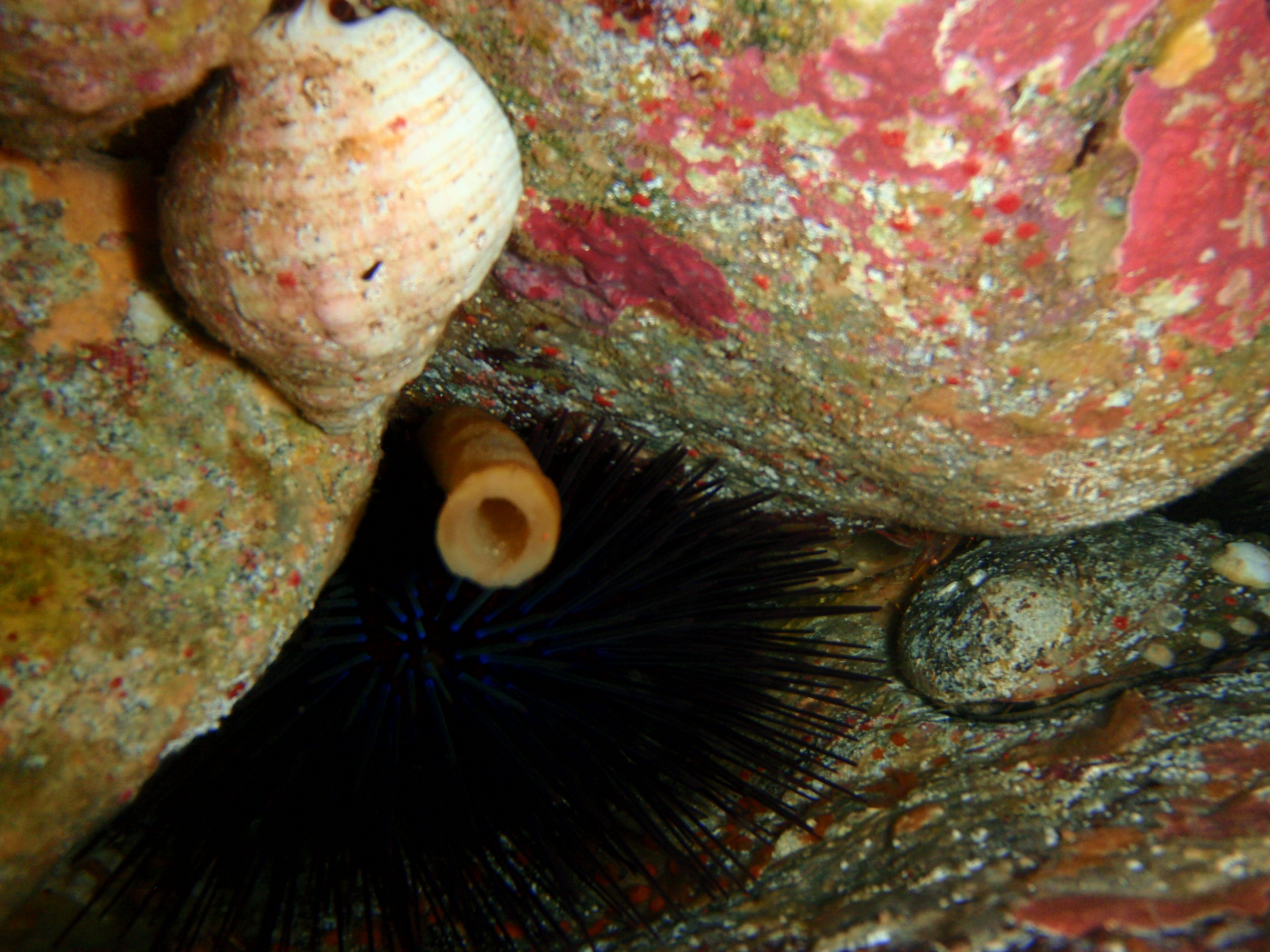
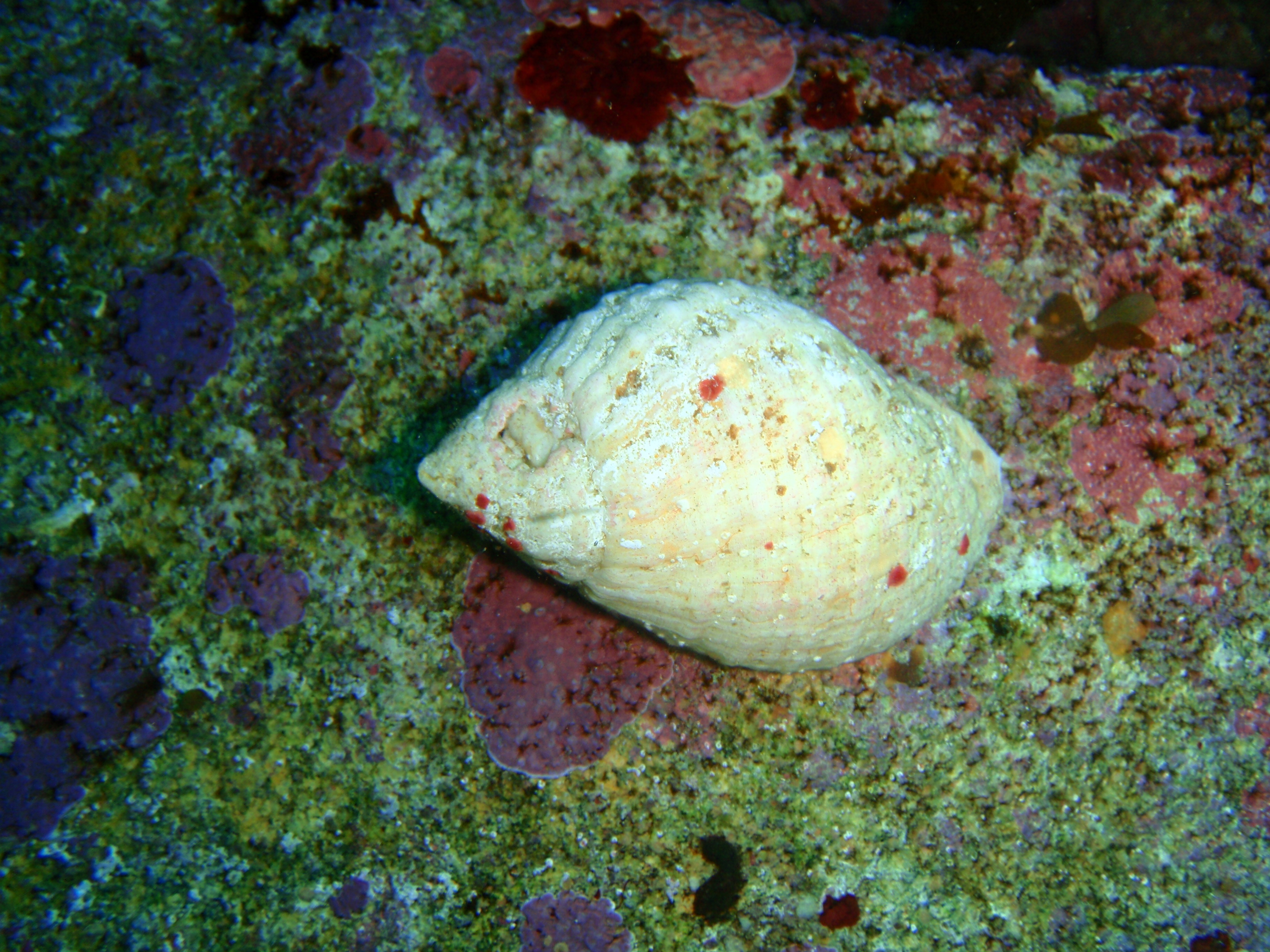
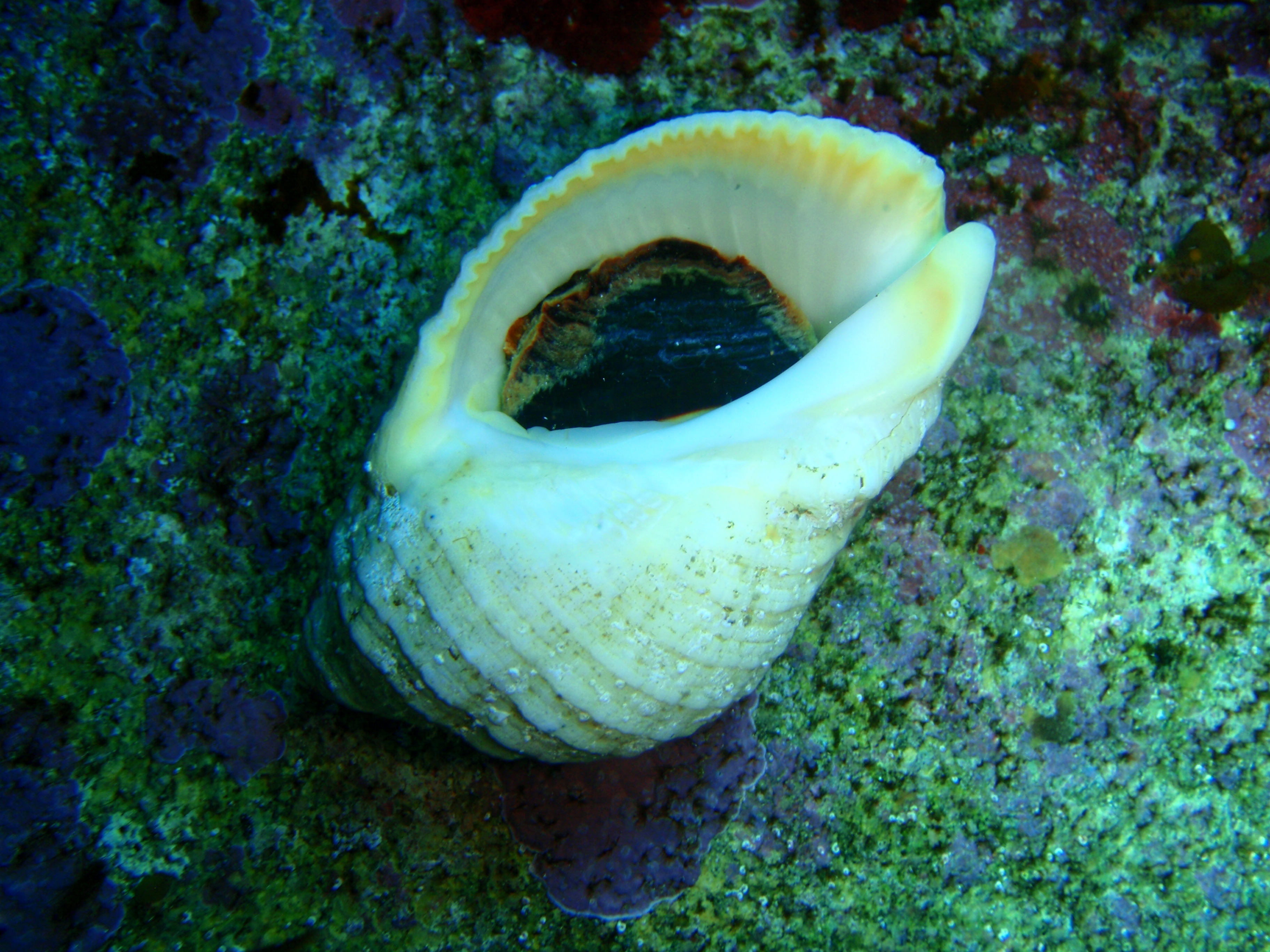
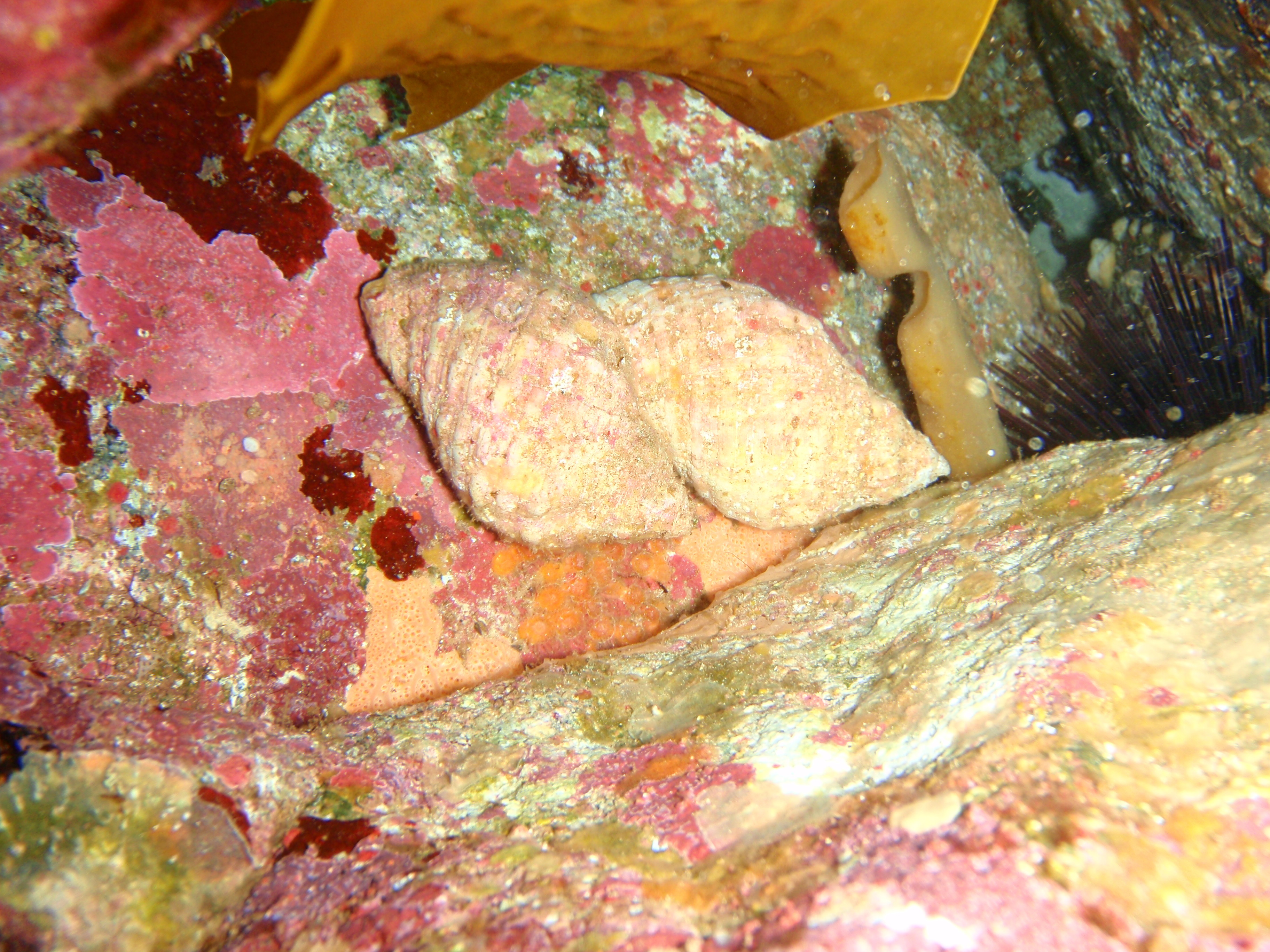